# Bobby Allen
Robert Paul „Bobby“ Allen (* 14. November 1978 in Weymouth, Massachusetts) ist ein ehemaliger US-amerikanischer Eishockeyspieler, der im Verlauf seiner aktiven Karriere zwischen 1997 und 2008 unter anderem 376 Spiele in der American Hockey League (AHL) auf der Position des Verteidigers bestritten hat. Darüber hinaus absolvierte Allen weitere 51 Partien für die Edmonton Oilers und Boston Bruins in der National Hockey League (NHL).

## Karriere
Bobby Allen begann seine Karriere als Eishockeyspieler im Sommer 1997 für die Eishockeymannschaft des Boston College. Während des NHL Entry Draft 1998 wurde er in der zweiten Runde als insgesamt 52. Spieler von den Boston Bruins aus der National Hockey League (NHL) ausgewählt. Für das Farmteam Bostons, die Providence Bruins aus der American Hockey League (AHL), gab er Allen in der Saison 2001/02 sein Debüt im professionellen Eishockey. Im Jahr 2002 wurde er im Tausch für Sean Brown an die Edmonton Oilers abgegeben. Gegen Ende der Saison 2001/02 spielte Allen erstmals für das AHL-Farmteam der Oilers, die Hamilton Bulldogs. Auch in der folgenden Spielzeit stand Allen fast ausschließlich im Kader der Bulldogs. Zwar spielte Allen in der Saison 2002/03 erstmals in der NHL für Edmonton, jedoch blieb es sein einziger Einsatz für das Team, denn auch in der Saison 2003/04 stand der Amerikaner ausschließlich im Kader des neu gegründeten Farmteams der Oilers, den Toronto Roadrunners.
Im Juli 2004 erhielt der Verteidiger als Free Agent einen Vertrag bei den New Jersey Devils. Die folgenden beiden Jahre spielte Allen jedoch erneut ausschließlich in der AHL für den Kooperationspartner New Jerseys, die Albany River Rats. Am 17. Juli 2006 unterschrieb Allen erneut als Free Agent bei seinem Ex-Klub Boston Bruins. Obwohl er zunächst im Kader des Farmteam Providence Bruins stand, gab er im Januar 2007 sein Debüt für Boston. Bis Saisonende lief er in 31 Spielen auf und verbuchte seine ersten drei Assists. In der Saison 2007/08 stand Allen ausschließlich im Kader Bostons, die jedoch seinen Vertrag nicht verlängerten. Anschließend fand Allen keinen neuen Verein, so dass er seine Karriere im Alter von 29 Jahren beendete.

## Erfolge und Auszeichnungen
| - 1998 Lamoriello-Trophy-Gewinn mit dem Boston College - 1998 Hockey East All-Rookie Team - 1999 Lamoriello-Trophy-Gewinn mit dem Boston College - 2000 Hockey East Second All-Star Team - 2001 Lamoriello-Trophy-Gewinn mit dem Boston College | - 2001 NCAA-Division-I-Championship mit dem Boston College - 2001 Hockey East First All-Star Team - 2001 NCAA East First All-American Team - 2001 Hockey East Best Defensive Defenseman |

## Karrierestatistik
(Legende zur Spielerstatistik: Sp oder GP = absolvierte Spiele; T oder G = erzielte Tore; V oder A = erzielte Assists; Pkt oder Pts = erzielte Scorerpunkte; SM oder PIM = erhaltene Strafminuten; +/− = Plus/Minus-Bilanz; PP = erzielte Überzahltore; SH = erzielte Unterzahltore; GW = erzielte Siegtore; 1 Play-downs/Relegation; Kursiv: Statistik nicht vollständig)